# 256-бітова архітектура
На даний час немає основних процесорів загального призначення, побудованих для роботи з 256-бітовими цілими числами чи адресами, хоча ряд процесорів працюють з 256-бітовими даними. Процесори мають набори команд SIMD (Advanced Vector Extensions і набір інструкцій FMA і т.д.), де 256-бітові векторні регістри використовуються для зберігання декількох менших чисел, таких як вісім 32-бітових чисел з рухомою комою, і одна інструкція може працювати зі всіма цими значеннями  паралельно. Однак, ці процесори не працюють з окремими числами, що складаються з 256 двійкових розрядів по довжині, оскільки тільки їхні регістри мають розмір 256 бітів. Двійкові розряди знаходяться разом у 128-бітових колекціях. 

## Використання

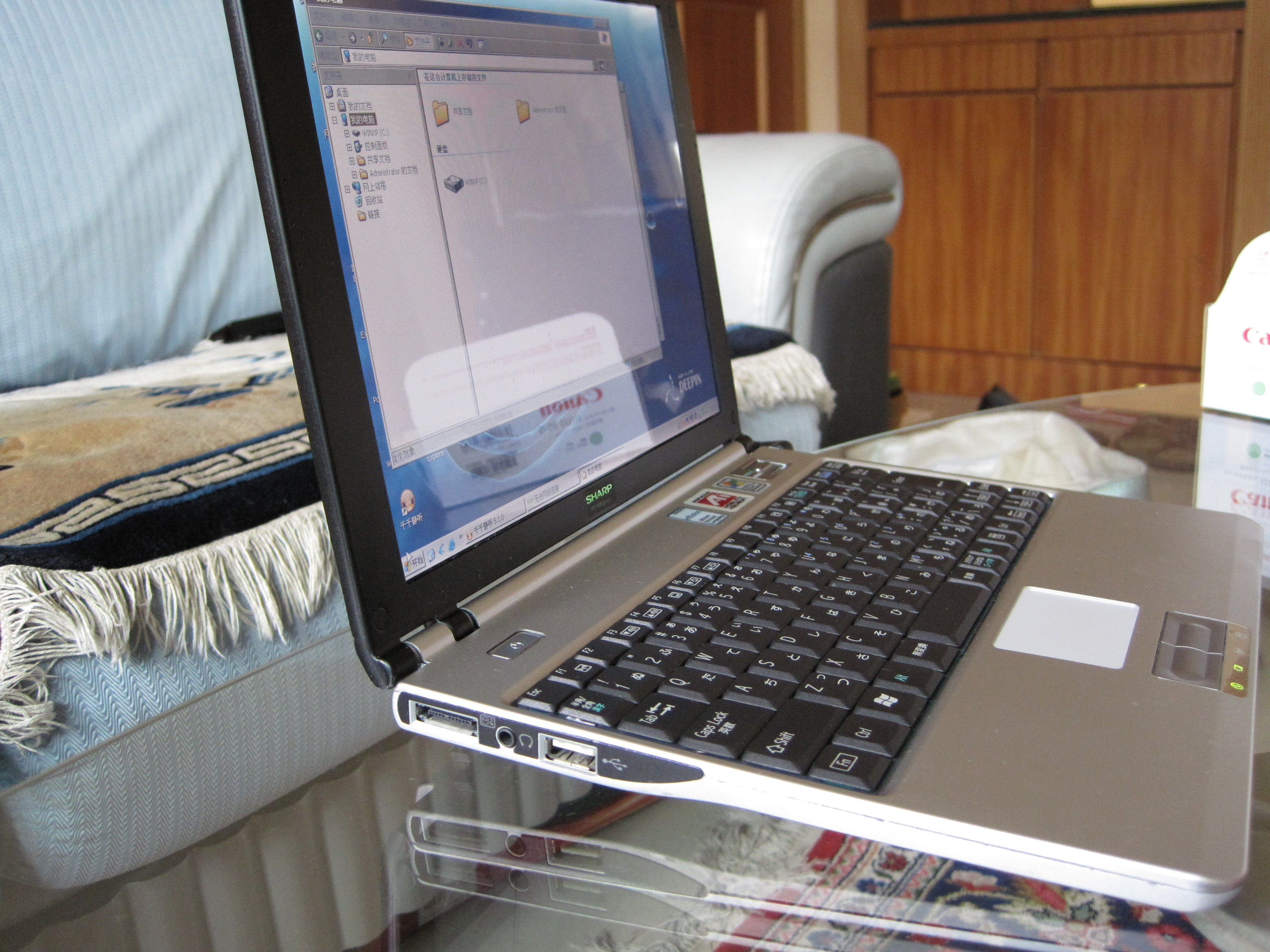
Ноутбук з процесором Efficeon

- 256 біт — це загальний розмір ключа[en] для симетричних шифрів у криптографії, таких як Advanced Encryption Standard.
- Сучасні чипи GPU переміщують дані через 256-бітову шину пам'яті.
- 256-бітові процесори можуть використовуватися для адресації безпосередньо до 2256 байт. Вже 2128 (128-біт) значно перевищить загальну кількість даних, що зберігаються на Землі станом на 2010 рік, які оцінюються приблизно в 1,2 зетабайта (понад 270 байт).[1]
- Процесор Efficeon[en] був 256-бітовим VLIW-проєктом Transmeta другого покоління, в якому використовувався програмний рушій для перетворення коду, написаного для процесорів x86, на рідний набір команд чипа.[2][3]
- Збільшення розміру слова може прискорити операції довгої арифметики в математичних бібліотеках, які часто використовуються у криптографії.
- Дослідники з Кембриджського університету використовують 256-бітовий вказівник можливостей, який містить інформацію про можливості та адресацію, у своїй системі можливостей CHERI.[4]

## Історія
Процесор «WideWord» (2002 рік) містив систему Data-Intensive Architecture (DIVA), що включала 5-ступеневий конвеєрний 256-бітовий канал обробки даних у пам'яті, разом з регістровим файлом і блоками ALU. Розробка цього проєкту фінансувалася агентством DARPA.